# Aleksy Antkiewicz

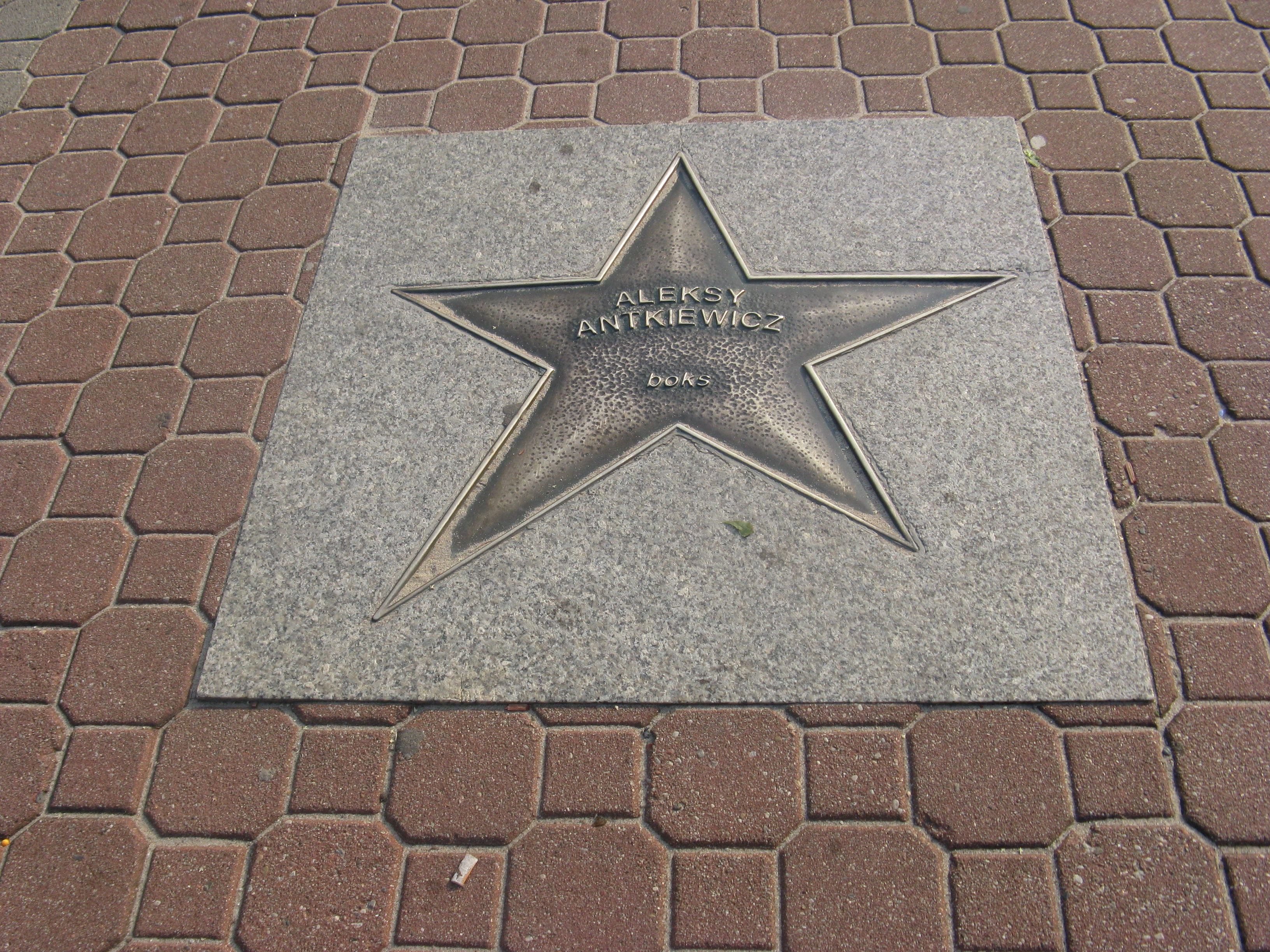
Gwiazda w Alei Gwiazd Sportu we Władysławowie

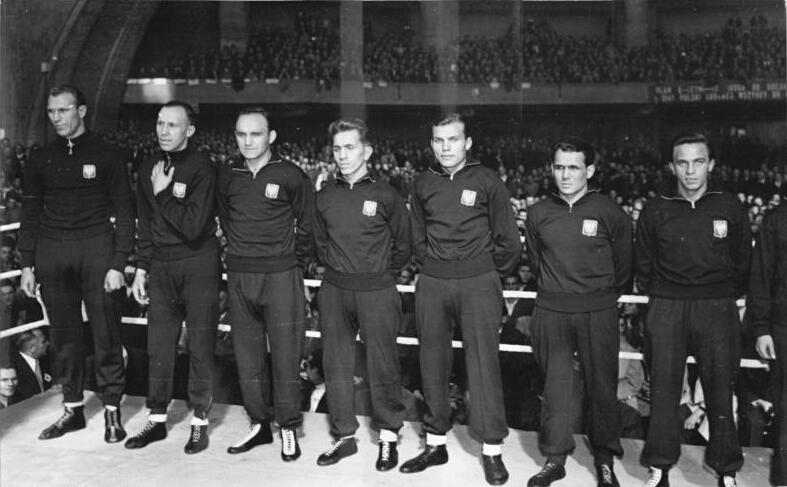
Aleksy Antkiewicz (drugi od prawej)

Aleksy Antkiewicz (ur. 12 listopada 1923 w Katlewie, zm. 3 kwietnia 2005 w Gdańsku) – polski bokser, pierwszy powojenny medalista olimpijski, zwany „Bombardierem z Wybrzeża”.

## Życiorys

### Dzieciństwo i młodość
Syn Bronisława i Leokadii z domu Zabłona. W rodzinnej miejscowości mieszkał tylko trzy lata, gdyż w 1926 roku rodzina przeniosła się do Gdyni. Pierwsze zetknięcie z boksem miało miejsce w 1938 roku w miejscowym klubie Błękitni. Gdy pierwszy klub został rozwiązany, zmienił tuż przed wojną barwy klubowe na Flotę Gdynia. Podczas okupacji niemieckiej pracował na kolei jako przymusowy robotnik. Koniec wojny zastał go w obozie pracy w Burghausen, w Bawarii, który został wyzwolony przez VIII Armię USA. Tam też stoczył pierwsze walki z czarnoskórymi Amerykanami. Wrócił do Polski przez Czechosłowację. Rodzina (miał jeszcze trzech młodszych braci: Ryszarda, Henryka i Mieczysława) przeżyła wojnę. Po powrocie do Trójmiasta wrócił też do boksu, ale często zmieniał kluby: Grom Gdynia (1945), Kotwica Gdynia (1946), a następnie MKS Gdynia (1946–1948), który po przeniesieniu do Gdańska przekształcił się w Gwardię Gdańsk (1949–1955). W barwach tego klubu walczył do zakończenia kariery (6 lutego 1955).
Od 2 sierpnia 1948 roku służył w Milicji Obywatelskiej w Gdańsku. Nie pełnił typowej służby, zajmował się treningami i przygotowaniami do występów sportowych. Służbę w MO zakończył 1 maja 1959 roku w stopniu porucznika.
Pochowany na Cmentarzu Salvator Nowy w Gdańsku (kwatera 4-3-1).

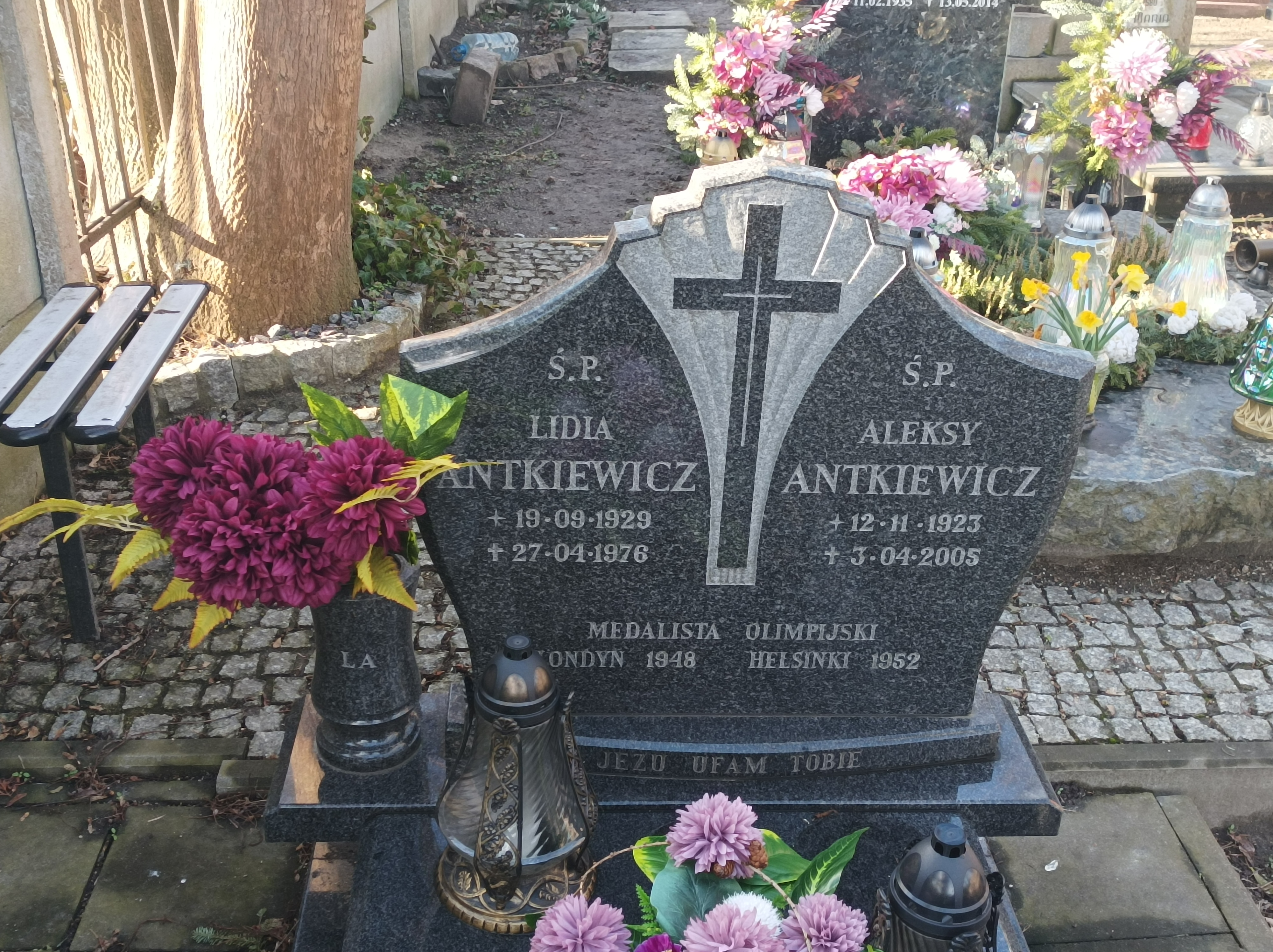
Grób Aleksego Antkiewicza

### Sukcesy sportowe
Jako jedyny Polak zdobył medal podczas Igrzysk Olimpijskich w Londynie 1948, gdzie zajął trzecie miejsce w wadze piórkowej (w półfinale pokonał go późniejszy mistrz Ernesto Formenti z Włoch). Jeszcze większy sukces odniósł cztery lata później, gdy na olimpiadzie w Helsinkach 1952 wywalczył srebrny medal w wadze lekkiej (przegrał z innym Włochem Aureliano Bolognesim).
Czterokrotnie startował w Mistrzostwach Europy. W Dublinie 1947 i w Oslo 1949 zajmował miejsca w ćwierćfinale wagi piórkowej. W Mediolanie 1951 odpadł w eliminacjach wagi lekkiej, a w pamiętnych dla Polski mistrzostwach w Warszawie 1953 zdobył brązowy medal (także w kategorii lekkiej).
Był pięciokrotnym mistrzem Polski: w wadze piórkowej w 1947, 1948, 1949 i 1950 oraz w wadze lekkiej w 1951, a raz wicemistrzem (w wadze lekkiej w 1954).
Wystąpił 13 razy w reprezentacji Polski, wygrywając 6 walk i 7 przegrywając. W swojej karierze stoczył 250 walk, 215 wygrał, 8 zremisował i 27 przegrał.

### Kariera trenerska
Po zakończeniu kariery pracował jako trener w macierzystym klubie Wybrzeżu Gdańsk. Jego wychowankami byli m.in. olimpijczycy Henryk Dampc, Hubert Skrzypczak i Kazimierz Adach. W latach 1974–1989 prowadził drużynę bokserską Czarnych Słupsk.

### Życie prywatne
Dwukrotnie żonaty: pierwsza małżonka Lidia (1929–1976), druga żona Zofia. Miał trzy córki: Bożenę, Elżbietę i Katarzynę. Wiele lat mieszkał w Słupsku, potem u córki w Gdańsku.

## Nagrody, odznaczenia i tytuły
W 1948 został laureatem Plebiscytu Przeglądu Sportowego na najlepszego sportowca Polski, a w 1989 Nagrody im. Aleksandra Rekszy. W 1999 nadano mu tytuł honorowego obywatela miasta Słupska. 
Został odznaczony m.in. Krzyżem Kawalerskim i Krzyżem Oficerskim (2003) Orderu Odrodzenia Polski, Złotym Krzyżem Zasługi (1953), odznaką Zasłużony Mistrz Sportu i medalem Europejskiej Federacji Boksu Amatorskiego.

## Upamiętnienie
Słupskie rondo u zbiegu ulic Kaszubskiej, Madalińskiego i Kościuszki od 2005 roku nosi imię Aleksego Antkiewicza.